# Krummholz

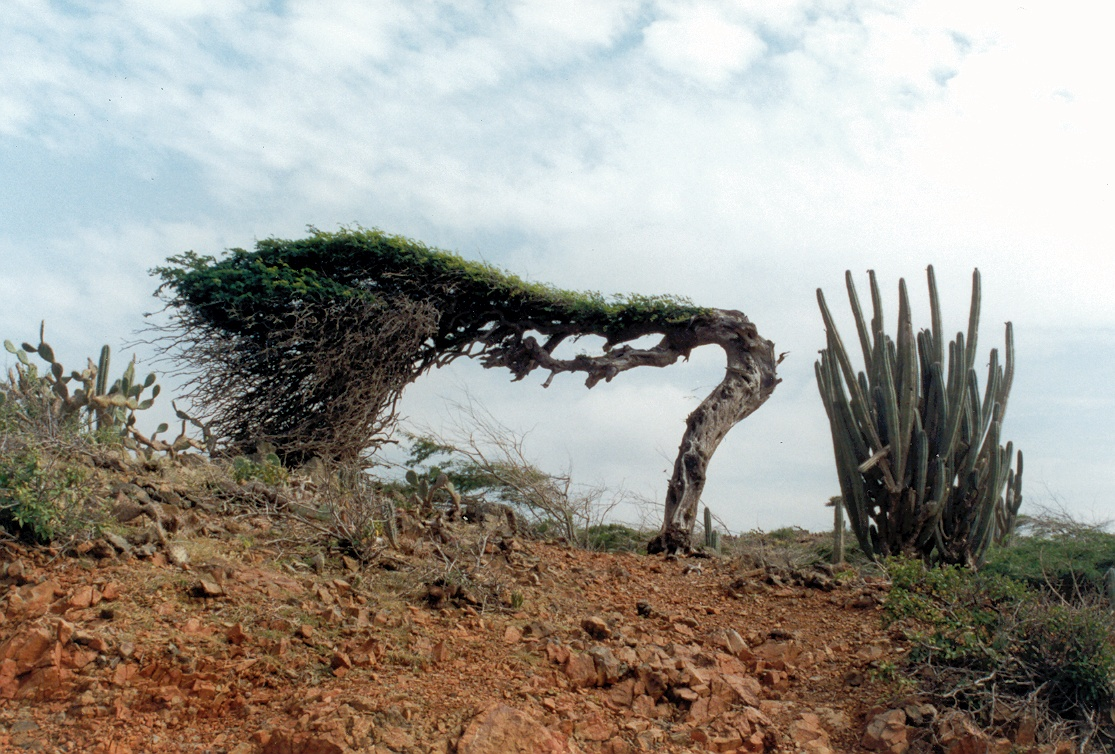
Divi-Divi-Baum (Caesalpinia coriaria) auf Aruba

Als Krummholz oder Knieholz bezeichnet man natürlich krumm gewachsenes Holz. 

## Krummholz und Krüppelformen
Der Ausdruck Krummholz wird in der Botanik für niedrige Baum- und Strauchformen mit zahlreichen, sparrig verzweigten, stark gebogenen oder hakenförmigen Ästen wie etwa für die Bergkiefer (Legföhre) der Alpen oder die Lappland-Weide Skandinaviens in der Krummholzzone oberhalb der Waldgrenze verwendet; deren Wuchsform grundsätzlich genetisch bedingt ist.
Hinzu kommt der Krüppelwuchs beziehungsweise Krüppelformen, die durch extreme Klimaverhältnisse verursacht werden. So wird das natürlich gewachsene Krummholz je nach Höhenlage nochmals durch langanhaltende Schneelast zum Krüppelwuchs gezwungen; aber auch starke Winde – zum Beispiel an vielen Küsten – oder steile Hanglagen mit entsprechender Solifluktion geben Gehölzen eigentümliche Formen.
Areale mit gleicher anomaler Krümmung sind ein geodynamischer Zeiger. Forstlich gesehen ist Krummholz heute weitgehend wertlos und wird als Wuchsfehler klassiert (Krummschäftigkeit).

## Anwendungen

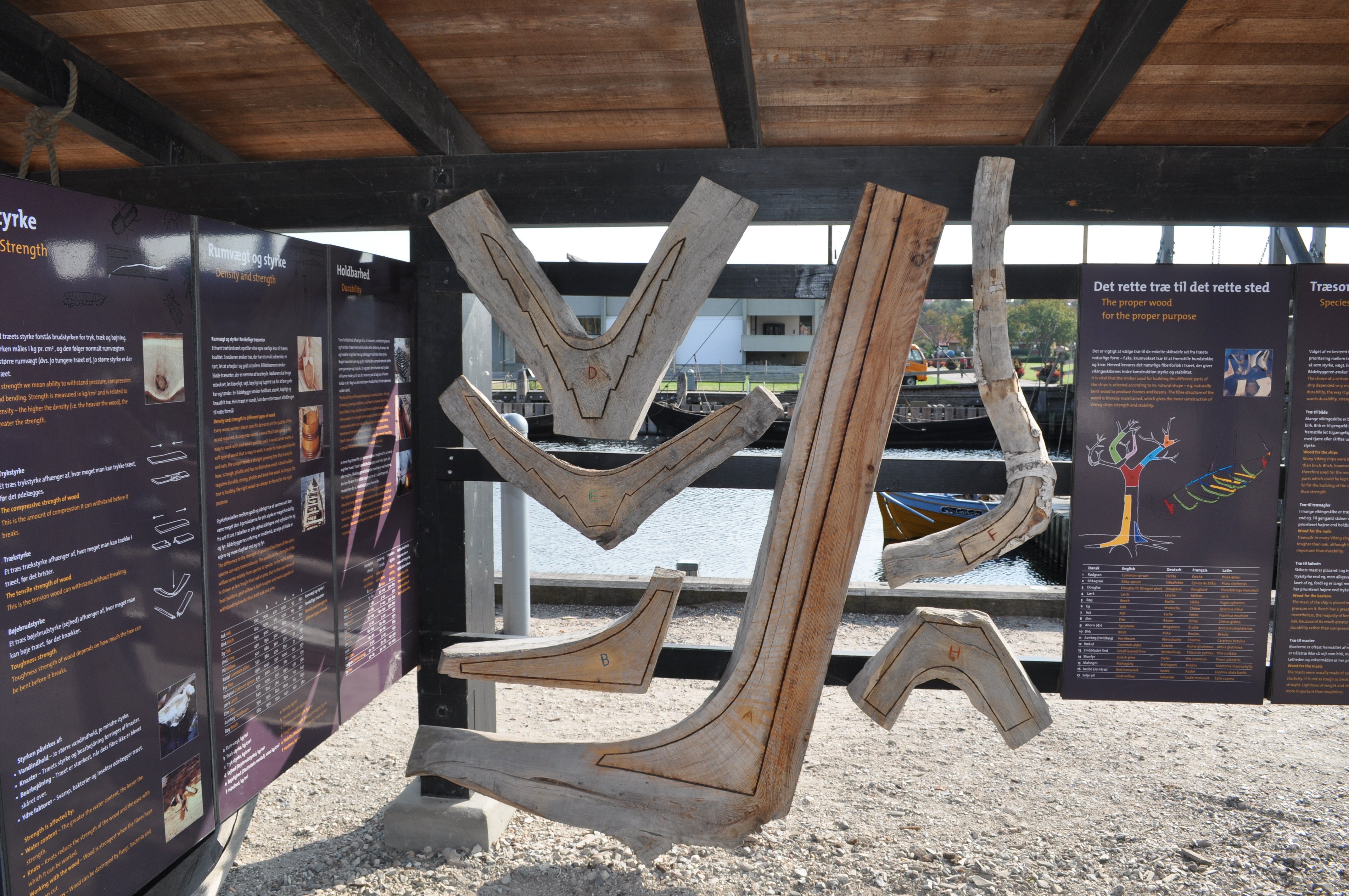
Spanten aus Krummholz

Historisch gesehen waren geeignete Krummhölzer aber gesuchtes Werkmaterial, anfangs für sonst technisch nicht umsetzbare Lösungen, später, weil das natürlich krumm gewachsene Holz mit seinem belastbaren Faserverlauf in einigen Spezialanwendungen nicht durch aus geradwüchsigem Holz geschnittene krumme Bauteile ersetzt werden konnte. Anwendung findet sich etwa:
- schon seit dem Anbeginn der menschlichen Werkzeugherstellung als ein knieförmig gekrümmtes Stück Holz, verwendet etwa als Grabstock und Waffe oder beim Bau bronzezeitlicher Geräte wie Randleistenbeil oder Pflug. Bedeutung verloren die Knieholzgeräte erst, als man das An- und Einschäften von Stein- und Bronzeklingen entwickelt.
- für Werkzeugstiele (etwa Spaten, Sensen) bis in die Moderne.
- gewachsene Spanten, die aus Knieholz herausgearbeitet worden sind, fanden einst im Schiffbau Verwendung.
- krummes Holz findet sich auch regional im Fachwerkbau, für Zierwerk.
- auch in der Wagnerei (für Radreifen, Wasserräder, u. ä.), im Schlittenbau (Kufen) und verwandten Handwerken wurde bis in das 20. Jahrhundert mit natürlich gekrümmten Hölzern gearbeitet.
- Alphörner werden noch heute aus an Steilhängen gewachsenen, im unteren Stammbereich krummen Fichten gefertigt.

Um nicht auf Vorkommen wie Windflüchter oder Bäume mit Blitzschäden angewiesen zu sein, wurden im frühen 19. Jahrhundert junge Bäume mit Vorrichtungen gebogen, um den gewünschten Wuchs zu erreichen. Dies geschah vor allem im nordwestlichen Europa für den Bau von Schiffsrümpfen und Krummholzdächern. Endgültig verloren hat das Krummholz seinen technischen Einsatz erst mit der Erfindung des Holzbiegens (Bugholz), dem dauerhaften Umformen von mit Wasserdampf behandeltem Holz – an und für sich seit alters her bekannt und eingesetzt, etwa in der Küferei, aber erst um 1850 zum industriellen Einsatz weiterentwickelt (Thonetmöbel). Heute wird Bugholz für Träger im modernen Holzbau wieder zunehmend eingesetzt, wenn auch meist in Form von Leimbindern.

## Berufsbezeichnung
Als Krummholz wurde auch ein auf der Wanderschaft befindlicher Wagnergeselle bezeichnet.